# 秋葉男Z
『秋葉男Z』（あきばおとこゼータ）とは2009年7月に単館上映された日本映画。2006年のオリジナルビデオ作品、『秋葉男』（あきばおとこ）の続編である。

## 概要
- 1作目の『秋葉男』は、『電車男』以降にリリースされた「○○男」という低予算便乗タイトルオリジナルビデオ作品の一つであり、『秋葉男Z』はその続編として企画、制作され、2009年7月渋谷で単館上映された劇場公開作品である。
- 舞台を前作の秋葉原から西の聖地と言われる大阪の日本橋に移された。
- 主要スタッフ中、企画、監督、脚本は1作目と同じである。キャストに関しては津田、松井、鈴木、村山が2作続けて出演している。
- ラブコメテイストのストーリーを中心に随所にヲタクネタパロディをちりばめてある。

## あらすじ
薩摩都知事（森次晃嗣）は、秋葉原での殺傷事件をはじめ、ヲタクが関係する数々の不祥事に対応するために、条例によりヲタクたちを厳しく管理する事を決定した。
海外から帰国したヲタセレブ・右京（津田英佑）は荒廃した秋葉原の現況を知り愕然とする。自らも追われる身となるものの、ヲタ仲間・志郎（鈴木優介）の協力で難を逃れ、救世主たる伝説の秋葉男"ダン"（松井明）を捜し出す為に、 大阪・日本橋に逃げ込む。国家権力により全資産を押さえられ、無一文となってしまった世間知らずの右京は、ホステスの せりか（福永ちな）と彼女の父 由幸（池乃めだか）のところにころがりこむ。 
その頃、全国各地でヲタク界の住人達が突如行方不明になる事件が頻発。背後に秋葉男ダンの存在を感じる右京。しかし、せりかとの間に芽生えた恋心の間で右京は悩み始める。そうこうするうちに右京の元には徐々にヲタク仲間が集まりはじめる。そこに忍び寄る国家権力のどす黒い陰謀。続々集結するヲタク界の精鋭達。そして右京を執拗に付け狙う謎の組織の影。 伝説のヲタク“秋葉男”はどこに？そして右京とせりかの恋の行方は？今、ヲタクとしての全存在を賭けた闘いが始まる!! 

## キャスト
- 神楽右京（ヲタセレブで財閥の御曹司）：津田英佑
- 月島せりか（父の為にキャバクラで健気に働く女の子）：福永ちな
- 本橋ダン（秋葉原伝説のヲタク）：松井明
- 大久保志郎（右京の友人）：鈴木優介
- リョウ（ミリタリーヲタク）：野地将年
- アズミ（ネットヲタク）：大倉梓
- 四さま：ぺよん・潤
- ミスターサトー：レイパー佐藤
- カラータイマー黒服：佐渡山順久
- 謎のレスラー：タコヤキーダー、ビリーケン・キッド
- 荻尾伴蔵（荻尾グループ総帥）：村山竜平
- 薩摩都知事（東京都知事）：森次晃嗣
- 大臣：柴田秀勝
- 謎の組織のボス：千葉繁
- 月島由幸（せりかの父、元和菓子屋店主）：池乃めだか

## スタッフ
- 監督：鎌倉泰川
- 原案：ひろたたけし
- 脚本：ひろたたけし、平井太郎、鎌倉泰川
- 撮影監督：藤原 秀夫
- 音楽：千葉美彌子
- 美術：山田哲也
- 企画：ひろたたけし
- プロデューサー：広田武
- エグゼクティブプロデューサー：恵中雅博

## 主題歌
- TIA「Sapphire－サファイア－」
- 挿入歌 TIA「愛してる」「Sapphire－Satoshi Homura Remix－」「Woman」
- エンディング Ryo「HIMAWARI」

## 余談
- 続編を2ではなくZをゼータとしたのはガンダムシリーズからの拝借。
- 千葉繁が『北斗の拳』調のナレーションをつけている。首領役のイメージは『うる星やつら』のメガネ。
- 役名やキャスティングから分かる通り、アニメ、マンガ、特撮ネタが多い。
- 右京と伴蔵のシーンは『ウルトラセブン』の「狙われた街」のシーンと同じカット割りになっている。
- 千葉が演じる悪の首領のマークと後半の大久保志郎のメイクは初期『仮面ライダー』へのオマージュ。
- 野地将年が演じるリョウの元ネタはメジャー作品ではなく、過去のひろたたけし企画作品からの流用である。
- 企画当初に麻生太郎がキャスティングされていたが、クランクイン直前に首相となった為、出演キャンセルとなった。
- 代わりに急きょキャスティングされたのが声優の柴田秀勝である。
- スーパーカーヲタク役の役名“黒豹のマサ”は、『サーキットの狼』の“ハマの黒豹”から取った。
- その為当初本人が乗るのはカウンタック、その他数台のカウンタック、ディアブロ、ポルシェ等が一度に集まり走行するシーンが予定されていたが、撮影前のトラブルによりディアブロ1台のみの登場という寂しいシーンとなった。